# Бежґлін
Бежґлін (пол. Bierzglin, нім. Raymannsruh) — село в Польщі, у гміні Вжесня Вжесінського повіту Великопольського воєводства.
Населення — 455 осіб (2011).
У 1975-1998 роках село належало до Познанського воєводства.

## Демографія
Демографічна структура станом на 31 березня 2011 року:
|          | Загалом | Допрацездатний вік | Працездатний вік | Постпрацездатний вік |
| -------- | ------- | ------------------ | ---------------- | -------------------- |
| Чоловіки | 233     | 57                 | 164              | 12                   |
| Жінки    | 222     | 49                 | 134              | 39                   |
| Разом    | 455     | 106                | 298              | 51                   |